# Fachwerkhaus Schusterstraße 12
Das Fachwerkhaus Schusterstraße 12 in Schwerin, Stadtteil Altstadt, Schusterstraße, Ecke 2. Enge Straße, ist ein Baudenkmal in Schwerin. Heute (2020) befindet sich eine Gaststätte mit Hotel in dem Haus.

## Geschichte
Das zweigeschossige Fachwerkhaus vom Anfang des 19. Jahrhunderts mit einem Krüppelwalmdach war anfangs ein Wohnhaus. Bald danach wurde es eine Herberge mit Schenke und Speiseraum.
Eine Gedenktafel für den niederdeutschen Dichter und Schriftsteller Fritz Reuter erinnert an seinen Aufenthalt vom 26. April bis 17. Mai 1848, als er als Deputierter der Stadt Stavenhagen am außerordentlichen Landtag in Schwerin teilnahm (siehe Revolution in Mecklenburg (1848)). In den 1920er Jahren war Paul Fischer Inhaber der Restauration.
Mathias Theiner übernahm 1969 die Gaststätte Zur guten Quelle und sanierte Anfang der 1990er Jahre das Haus; so wurde das hinter einem Putz verdeckte Fachwerk wieder sichtbar. Das kleine Hotel hat sechs Zimmer.